# Remington Naval Model 1865
Remington Naval Model 1865 пістолет розроблений Джозефом Райдером і випускався компанією Remington Arms з 1866 року під набій .50 калібру.

## Історія
Цей гладкоствольний однозарядний пістолет під набій кільцевого запалення .50 калібру розробила компанія Remington Arms Company. Пістолет мав хитний затвор, курок зі шпорою, щічки та цівка з горіху. На стволі є штампування якорю. На боку штамп “P./F.C.W”. На боковій пластині штамп “REMINGTONS ILION N.Y. U.S.A/PAT MAY 39 NOV 15TH 1864 April 17TH 1866”.
Remington Arms Company представила пістолет Remington Model 1865 в рамках контракту на виробництво 6500 пістолетів з хитним затвором від ВМС США з 1866 по 1870 роки.

## Опис
Remington Arms Company випустила багато відомих гвинтівок та ручної зброї. Серед них був пістолет з хитним затвором. Його розробили на основі карабіна з хитним затвором, винайденого Леонардом Гейгером. Головний конструктор Ремінгтона Джозеф Райдер змінив модель Гейгера, щоб створити хитний затвор у 1866 році. Пістолетом з хитним затвором був простим у користуванні, надійним і точним. Для заряджання треба було звести курок і відтягнути затвор назад. Потім перемітити затвор вперед. При натисканні на спусковий гачок, виступаюча частина рухається над затвором. Існувало п'ять моделей конструкції з хитним затвором. Це була перша модель пістолета Ремінгтона з хитним затвором.